# Naplemez
Naplemez (od węg. nap – dzień, słońce, lemez – płyta) – piąty album zespołu Első Emelet, wydany nakładem Hungarotonu w 1988 roku na MC i LP. W 1989 roku Hungaroton-Gong wydał wersję na CD, a znalazły się na niej trzy dodatkowe utwory. W 2005 roku wersja LP/MC została wznowiona przez Hungaroton na CD.

## Lista utworów

### Wersja LP/MC
1. "Harctéri madonnák" (4:23)
2. "Szexpedíció" (4:15)
3. "Mylady" (3:45)
4. "Néma hajnal" (4:33)
5. "Havasi napfogyatkozás" (4:19)
6. "A La Carte" (4:27)
7. "Drakula táncol" (4:31)
8. "Szerelemcsütörtök" (3:10)
9. "Boldog névnapot" (4:40)
10. "Pingvin a Szaharában" (3:20)

### Wersja CD
1. "A La Carte" (4:26)
2. "Harctéri madonnák" (4:23)
3. "Szexpedíció" (4:16)
4. "Mylady" (3:44)
5. "Néma hajnal" (4:32)
6. "Havasi napfogyatkozás" (4:18)
7. "Menekülés az éjszakába" (3:56)
8. "Drakula táncol" (4:28)
9. "Szerelemcsütörtök" (3:12)
10. "Boldog névnapot" (4:40)
11. "Pingvin a Szaharában" (3:19)
12. "Szépek szépe balladája" (3:47)
13. "A film forog tovább" (4:02)

## Wykonawcy
- Gábor Berkes – instrumenty klawiszowe, wokal
- Csaba Bogdán – gitara, instrumenty klawiszowe, wokal
- Béla Patkó – wokal
- Gábor Kisszabó – gitara basowa, gitara, wokal
- Gábor Szentmihályi – perkusja
- István Tereh – wokal, perkusja